# ピウス11世 (ローマ教皇)

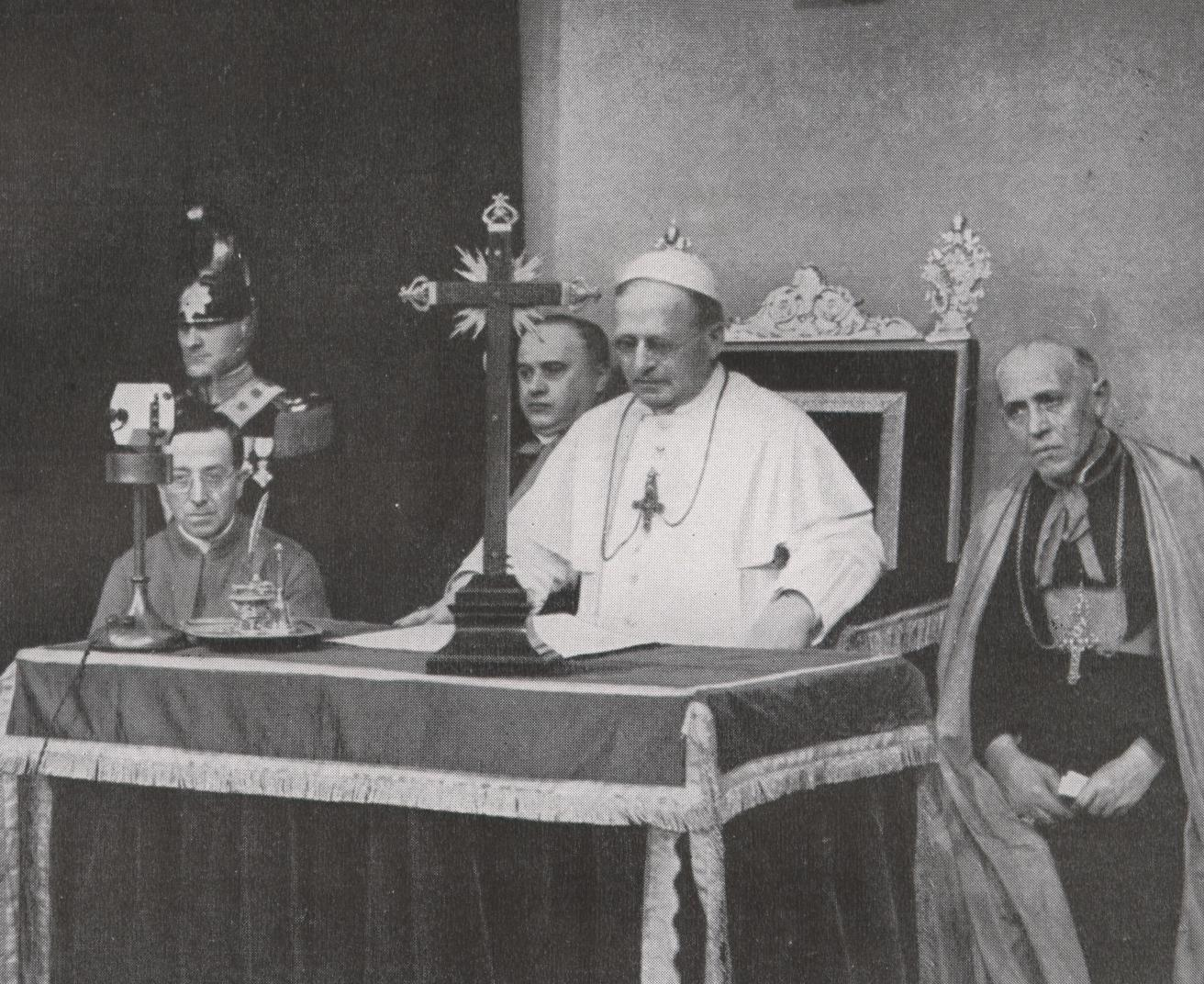
ラジオでの説教に臨むピウス11世

ピウス11世（ラテン語: Pius XI, イタリア語: Pio XI, 1857年5月31日 - 1939年2月10日）は、ローマ教皇（在位：1922年2月6日 - 1939年2月10日）、カトリック教会の教皇。本名はアンブロージョ・ダミアーノ・アキッレ・ラッティ（Ambrogio Damiano Achille Ratti）。二つの世界大戦のはざまの時期（戦間期）にあって、19世紀以来とだえていた諸国と教会の関係正常化をはかった。ピオ11世とも表記される。

## 生涯
オーストリア帝国のロンバルド＝ヴェネト王国デージオで工場経営者を父に生まれたアキッレ・ラッティは、第一次世界大戦中の1917年から1918年、教皇訪問使節としてポーランドとロシアに派遣された。1919年には駐ワルシャワ大使として赴任したが、同年2月にポーランド・ソビエト戦争が勃発すると、危険を冒して大使館に留まり、教皇のメッセンジャーとしてカトリック国ポーランドを支援した。後に要職であるミラノ大司教を経て、1922年2月6日に教皇に選出された。長く外交分野で働いたが、本来は学者で、諸言語に通じ、古代以来のさまざまな神学的著作に精通していた。ピウス11世を名乗るラッティは、教皇として文化と政治の両面で目覚しい働きをしている。バチカンの絵画館、バチカン放送、そしてローマ教皇庁科学アカデミーは、すべてピウス11世のもとでつくられたものである。
政治的にはラテラノ条約をはじめとする政教条約の締結で知られる。19世紀以来、バチカンはイタリア王国政府と断絶状態であったが、ピウス11世はこれを解決すべくムッソリーニと交渉し、1929年2月11日にラテラノ条約が結ばれた。これはバチカンがイタリア政府を認め、同時にイタリア政府もバチカンを独立国として認めるというものであった。これによって「バチカンの囚人」状態が解消され、世界最小の国家バチカン市国が成立した。それは同時に、かつてよりバチカンが求めていた広大な教皇領の返還をあきらめるということを意味していた。このとき、教皇領の代償として7億リラが支払われ、以後の教皇庁の財源となったという。しかしながら、ムッソリーニ政権下のイタリアとバチカンの関係は必ずしも良好ではなく、1931年には回勅『ノン・アビアモ・ビゾーニョ』（『我々は必要としない』）で公式にファシスト党を非難している。
ナチス台頭以前のドイツではカトリック系のドイツ中央党が政治に大きな影響を与えており、ドイツ・カトリックの関係者が国政に参加することも珍しくなかった。そのため、ナチスとカトリックは対立関係にあり、ドイツの司教はナチス関係者の洗礼を拒否することもあった。しかしナチス台頭後、ドイツ中央党の重役で首相も務めたフランツ・フォン・パーペンがナチスに接近、1933年にナチスが政権を握ると同時にパーペンは副首相に就任し、ピウス11世は正式にナチス政権を認めた。そしてドイツ中央党はいわゆる全権委任法に賛成し、ナチスとカトリックの協力関係が築かれた。1933年7月にはドイツとバチカンでライヒスコンコルダートが結ばれ、ナチス政権はカトリックの保護を約束し、教会は聖職者の政治活動を禁じた。カトリック教会がナチスを容認した理由は、反共産主義で一致していたこと、ドイツ領内のカトリック教徒の保護とバチカンの保護などが挙げられる。
しかしナチスは政教条約を無視し、カトリック教会による青年運動などを禁止し、カトリック教会との対決姿勢を鮮明にした。これに対して教皇は、1937年の回勅『ミット・ブレネンダー・ゾルゲ』（『とてつもない懸念とともに』）で、ナチスが人種・民族・国家を神格化していると非難し、その非人道的行動を非難した。また、社会主義に対しても批判的な態度をとり、1937年の回勅『ディヴィニ・レデンプトーリス』（『聖なるあがない主』）では共産主義を容認できないものとして弾劾している。
ピウス11世は、超世俗的位置を堅持していたカトリック教会の壁を破って、現実社会に関心を持ち続けた。これは上記のファシスト諸国とのかかわりだけでなく、『レールム・ノヴァールム』40年を記念して出された回勅『クアドラジェジモ・アンノ（40年目に）』（1931年）では労働者の尊厳を改めて強調している。
教会的には「王であるキリスト」の祝日を定めた。これはキリストの支配が国家や主義を超えて世界と人間の全生活に及ぶと宣言することで、政治的な次元を超えるキリスト教の精神を再確認したものであった。
中世以来のバチカンの世俗国家的姿勢を捨てて、現代世界におけるカトリック教会のありかたを模索したピウス11世は、第二次世界大戦が約7か月後に迫る1939年2月10日に帰天（死去）した。